# Tiago Casasola
Tiago Matías Casasola (Buenos Aires, 11 de agosto de 1995) es un futbolista argentino. Juega como defensor y su equipo es el Catania, de la Serie B de Italia.

## Trayectoria
Realizó parte de las divisiones inferiores en Huracán, y las concluyó en Boca Juniors. En el momento que fue incluido dentro del plantel profesional, sin llegar a debutar, Fulham puso los ojos en él y adquirió su pase. En agosto de 2015, abandonó esa institución para pasar a la Roma, de Italia, país donde recaló en una decena de equipos. Sin debutar, fue cedido al Como, donde tuvo una buena temporada. Al regresar a la Roma, en agosto de 2016, fue nuevamente cedido, en este caso al Trapani, donde se desempeñó en la posición de lateral derecho. Luego de un paso por Alessandria, se transformó en nuevo jugador de Salernitana en el año 2018. En el año 2019, Lazio adquirió su pase y lo deja cedido en Salernitana hasta la finalización de la temporada.

## Clubes
| Club             | País       | Año       |
| ---------------- | ---------- | --------- |
| Fulham           | Inglaterra | 2014-2015 |
| Roma             | Italia     | 2015      |
| Como 1907        | Italia     | 2015-2016 |
| Trapani          | Italia     | 2016-2017 |
| Alessandria      | Italia     | 2017-2018 |
| Salernitana      | Italia     | 2018-2019 |
| Lazio            | Italia     | 2019      |
| Salernitana 1919 | Italia     | 2019      |
| Cosenza          | Italia     | 2020      |
| Salernitana 1919 | Italia     | 2020-2021 |
| Frosinone        | Italia     | 2021-2022 |
| Cremonese        | Italia     | 2022      |
| Perugia          | Italia     | 2022-2023 |
| Ternana          | Italia     | 2023-     |

## Selección nacional sub-20

### Participaciones
| Torneo                   | Sede          | Resultado     | Partidos | Goles |
| ------------------------ | ------------- | ------------- | -------- | ----- |
| Sudamericano Sub-20 2015 | Uruguay       | Campeón       | 3        | 0     |
| Copa Mundial Sub-20 2015 | Nueva Zelanda | Primera ronda | 1        | 0     |

#### Sudamericano Sub-20
Fue convocado para el campeonato sudamericano sub-20 que se disputó en Uruguay. Participó de 3 partidos, contribuyendo a la consagración del equipo, que fue campeón del torneo.

#### Copa Mundial Sub-20
El 13 de mayo de 2015, Humberto Grondona, confirmó la lista de 21 futbolistas que representarán a la Selección Sub-20 en el Mundial de Nueva Zelanda en la cual se encontraba Tiago Casasola.
El plantel viajaría el lunes 18 de mayo hacia Tahití, donde disputaría dos amistosos ante la selección local, y el 25 de mayo llegaría a 
Wellington para debutar el 30 de mayo ante Panamá.
El 21 de mayo en el primer amistoso preparatorio jugado antes del Mundial de Nueva Zelanda la Selección Argentina Sub-20 perdió en Tahití por 3-1 ante el representativo mayor de ese país, en un encuentro amistoso jugado en el Estadio Pater Te Hono Nui.
El 24 de mayo el seleccionado jugaría el segundo amistoso, y último antes de viajar a Nueva Zelanda para disputar el Mundial, contra Tahití y esta vez la albiceleste se impondría por 4 a 1, con goles de Ángel Correa, Monteseirín, Simeone y Emiliano Buendía, mostrando buen manejo de la pelota y contundencia en ataque.

### Partidos disputados
| \| N.º \| Fecha \| Estadio \| Local \| Resultado \| Visitante \| Goles \| Asist. \| \| \| ----- \| --------- \| ------------------------------------------ \| --------- \| --------- \| --------- \| ----- \| ------ \| ------------------- \| \| 1 \| 22-1-2015 \| Profesor Alberto Suppici, Colonia, Uruguay \| Argentina \| 3-0 \| Bolivia \| \| \| Sudamericano Sub-20 \| \| 2 \| 01-2-2015 \| Gran Parque Central, Montevideo, Uruguay \| Argentina \| 2-0 \| Brasil \| \| \| Sudamericano Sub-20 \| \| 3 \| 07-2-2015 \| Centenario, Montevideo, Uruguay \| Uruguay \| 1-2 \| Argentina \| \| \| Sudamericano Sub-20 \| \| 4 \| 21-5-2015 \| Pater Te Hono Nui, Papeete, Tahití \| Tahití \| 3-1 \| Argentina \| \| \| Amistoso \| \| 5 \| 24-5-2015 \| Pater Te Hono Nui, Papeete, Tahití \| Argentina \| 4-1 \| Tahití \| \| \| Amistoso \| \| 6 \| 30-5-2015 \| Westpac Stadium, Wellington, Nueva Zelanda \| Argentina \| 2-2 \| Panamá \| \| \| Copa Mundial Sub-20 \| \| Total \| \| Presencias \| 6 \| \| Goles \| 0 \| 0 \| \| |           |                                            |           |           |           |       |        |                     |
| N.º | Fecha     | Estadio                                    | Local     | Resultado | Visitante | Goles | Asist. |                     |
| 1 | 22-1-2015 | Profesor Alberto Suppici, Colonia, Uruguay | Argentina | 3-0       | Bolivia   |       |        | Sudamericano Sub-20 |
| 2 | 01-2-2015 | Gran Parque Central, Montevideo, Uruguay   | Argentina | 2-0       | Brasil    |       |        | Sudamericano Sub-20 |
| 3 | 07-2-2015 | Centenario, Montevideo, Uruguay            | Uruguay   | 1-2       | Argentina |       |        | Sudamericano Sub-20 |
| 4 | 21-5-2015 | Pater Te Hono Nui, Papeete, Tahití         | Tahití    | 3-1       | Argentina |       |        | Amistoso            |
| 5 | 24-5-2015 | Pater Te Hono Nui, Papeete, Tahití         | Argentina | 4-1       | Tahití    |       |        | Amistoso            |
| 6 | 30-5-2015 | Westpac Stadium, Wellington, Nueva Zelanda | Argentina | 2-2       | Panamá    |       |        | Copa Mundial Sub-20 |
| Total |           | Presencias                                 | 6         |           | Goles     | 0     | 0      |                     |

## Estadísticas

### Selecciones
- Actualizado hasta el 30 de mayo de 2015.

| Selección        | Año   | Amistoso | Amistoso | Eliminatorias | Eliminatorias | Mundial | Mundial | Copa América | Copa América | Total | Total |
| Selección        | Año   | PJ       | Goles    | PJ            | Goles         | PJ      | Goles   | PJ           | Goles        | PJ    | Goles |
| ---------------- | ----- | -------- | -------- | ------------- | ------------- | ------- | ------- | ------------ | ------------ | ----- | ----- |
| Argentina sub-20 | 2015  | 0        | 0        | -             | -             | 2       | 0       | 3            | 0            | 5     | 0     |
| Argentina sub-20 | Total | 0        | 0        | -             | -             | 2       | 0       | 3            | 0            | 5     | 0     |
| Total            | Total | 0        | 0        | -             | -             | 2       | 0       | 3            | 0            | 5     | 0     |

## Palmarés

### Campeonatos internacionales
| Título              | Club (*)            | Sede    | Año  |
| ------------------- | ------------------- | ------- | ---- |
| Sudamericano Sub-20 | Selección argentina | Uruguay | 2015 |

(*) Incluyendo la selección.